# Kekri
Kekri és una ciutat i municipi del districte d'Ajmer al Rajasthan a 25° 58′ N, 75° 09′ E / 25.97°N,75.15°E. Al cens del 2001 consta amb 34.129 habitants.
El seu nom antic fou Kanakavati Nagri, agafat de la princesa Kanakavati, però els britànics la van anomenar Kekri, nom que ha restat vigent. Disposa d'alguns temples com el Charbhuja Mandir, Kekradhish Mandir, Bijasan Mata Mandir i altres. Fou part de la província britànica d'Ajmer-Merwara que oficialment era la província d'Ajmer-Merwara-Kekri (província índia del 1947 al 1950, i estat d'Ajmer del 1950 al 1956) de la que formava un territori separat del grup principal, situat a l'est.